# Let L-200
Dimensions
Le Let L-200 Morava est un avion polyvalent bimoteur utilisé comme avion d'affaires, avion de transport régional ou avion d'évacuation sanitaire.

## Conception

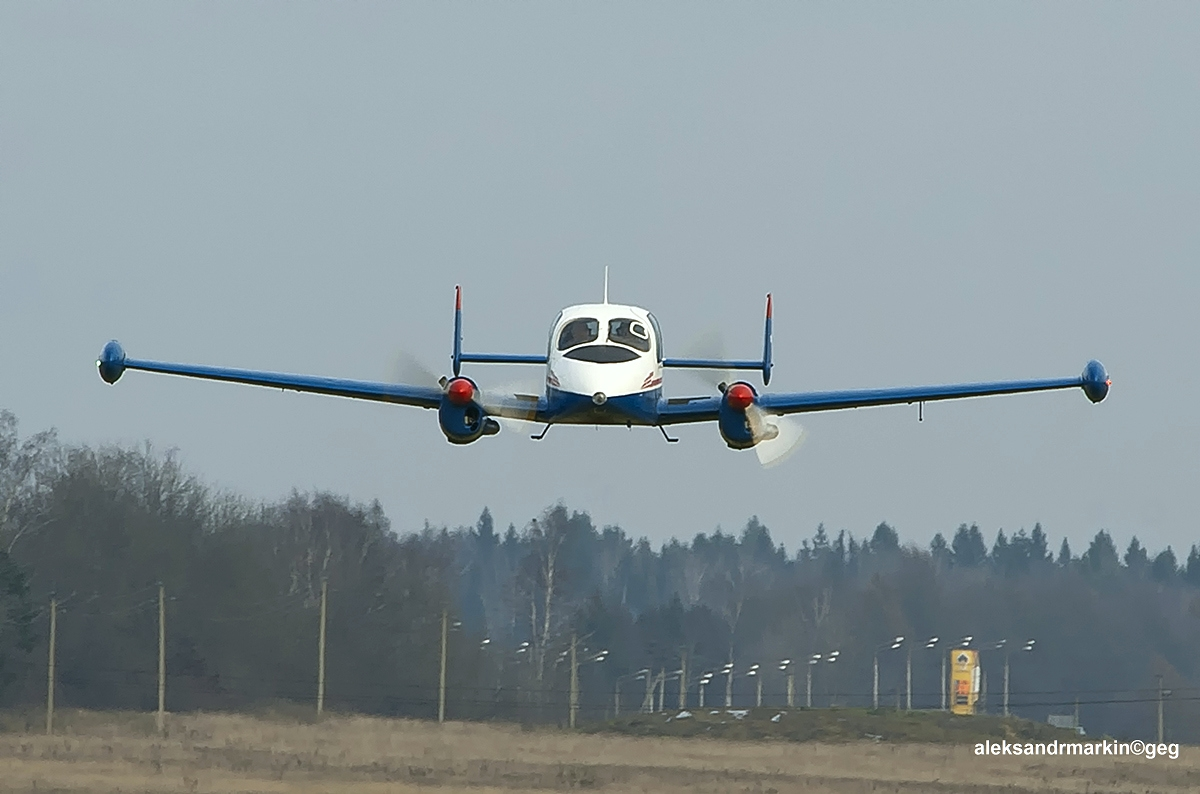
Un L-200 de face en 2013.

Conçu par l'ingénieur Ladislav Smrcek, le L-200 est un avion bidérive a effectué son premier vol le 8 avril 1957. il est fabriqué en série par les ateliers d’État de Kunivice de 1959 à 1964 . Propulsé par deux Walter Minor 6-III de 160 ch, le Morava peut emporter 4 à 5 passagers sur 1600 km à une vitesse de croisière de 260 km/h. Cet avion a été présenté au public en France au Salon du Bourget 1959. 